# Pilar Bordes
Pilar Bordes (Guadalajara, Jalisco, 1948) es una artista plástica mexicana. En el 2002 obtuvo el Premio de adquisición en la categoría de Estampa en el V Bienal Nacional de Dibujo y Estampa, Diego Rivera. Es grabadora, pintora y editora en artes gráficas.

## Biografía
Estudió en la Escuela de Artes Plásticas de la Universidad de Guadalajara de 1972 a 1977. Finalizados sus estudios radicó en Barcelona, España, donde se dedicó al grabado en el taller de Concha Ibáñez. Para 1983 termina sus estudios de la universidad y funda el Taller de Gráfica Bordes con la intención de publicar obra de artistas plásticos mexicanos.
En 1996 cambió su residencia a la Ciudad de México, donde ha residido desde entonces y donde fundó la Editorial Gráficos Bordes. En este esfuerzo la editorial logró una colección de cuarenta libros donde se muestra parte de la obra de diversos artistas plásticos mexicanos o que han desarrollado su obra en México. Ha sido miembro del sistema Nacional de Creadores FONCA-CONACULTA en el 2013 y 2008. Su obra titulada Obituario ha sido citada en La nueva estampa mexicana, donde se describe como una piedra Rossetta que da las reglas del diseño cadencioso fundado en un orden geométrico y un método modular múltiple.

## Colección Artistas en México
Con un total de cuarenta libros de pequeño formato y 80 grabados, Pilar Bordes creó la Colección de Artistas en México, publicada por la editorial Gráfica Bordes. Esta colección bilingüe logra una muestra de artistas plásticos contemporáneos que residen y desarrollaron su obra en México. Artistas como  Leonora Carrington, Alan Glass, Phil Kelly, Vicente Rojo, Nahúm B. Zenil, Manuel Felguérez, Carmen Bordes y Marco Arce forman parte de la colección. Los tomos van acompañados de un texto de presentación tanto en inglés como en español.

## Reconocimientos
En la siguiente tabla se enlistan sus reconocimientos:
| Año  | Reconocimiento |
| ---- | --- |
| 1990 | Mención honorífica, Primer Salón Metropolitano de la Gráfica, 90. Guadalajara, México.                                     |
| 1991 | Mención honorífica, Salón de Octubre, Guadalajara, México.                                                                 |
| 1992 | Premio de adquisición, V Bienal Nacional de Dibujo y Estampa, Diego Rivera, Guanajuato, México.                            |
| 1993 | Premio de Grabado en el Primer Concurso Nacional de Grabado, José Guadalupe Posada, Aguascalientes, México.                |
| 2002 | Premio de adquisición en la categoría de Estampa, X Bienal Nacional de Dibujo y Estampa, Diego Rivera, Guanajuato, México. |
| 2004 | Mención honorífica, XII Bienal Rufino Tamayo. México                                                                       |

## Colecciones
| Museo                                               | Título                     | Detalles                                                                |
| --------------------------------------------------- | -------------------------- | ----------------------------------------------------------------------- |
| Museo Diego Rivera, Guanajuato, México              | La aventura de Colón.      | Grabado aguafuerte, aguatinta, chine colé. Medidas: 76 x 59.5 cm. 1992  |
| Museo José Guadalupe Posada, Aguascalientes, México | El Mundo de Kircher.       | Grabado aguatinta y chine colé. Medidas: 58 x 48 cm. 1993               |
| Art Institute of Chicago, Chicago, Estados Unidos   | Corredora de arroz.        | Fotograbado, aguatinta y chine colé. Medidas 44.5 x 59.5 cm.1994        |
| Art Institute of Chicago, Chicago, Estados Unidos   | La Distancia es el Olvido. | Grabado calcográfico, aguafuerte y punta seca. Medidas: 61 x 46 cm.1994 |
| Museo Diego Rivera, Guanajuato, México              | Banff.                     | Grabado punta seca. Medidas: 77 x 159 cm. 2002                          |